# Mensaje privado

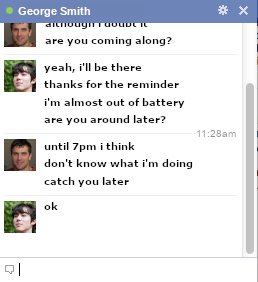
Ejemplo de mensajes privados enviados en Facebook.

Un mensaje privado, mensaje personal, mensaje directo o inbox, a menudo abreviado como MP, MD o PM (esto último del inglés private message o personal message), es una especie de correo electrónico enviado de un usuario a otro en un foro de Internet, sistema de Tablón de Anuncios (BBS), página de redes sociales (tal como Facebook), o sala de chat (tal como IRC).
Los mensajes privados son más anónimos que los mensajes de correo electrónico porque la dirección de correo electrónico y dirección IP del emisor y destinatario son ocultos, excepto para administradores y en ocasiones a moderadores.
Esta herramienta es implementada normalmente en foros de Internet e IRC (Internet Relay Chat). Los foros permiten por lo general la utilización de Código BB (BBCode) en mensajes privados y, en algunos casos, HTML.
Un formulario de PM puede darse por medio del lenguaje del lado del servidor, tal como PHP, Perl, etc., que permite que el usuario escriba el mensaje y lo envíe. Gracias al código escrito en el lenguaje del lado del servidor, el mensaje con su cuerpo y asunto se registra en la base de datos.